# Hyotissa hyotis
Hyotissa hyotis is een tweekleppigensoort uit de familie van de Gryphaeidae. De wetenschappelijke naam van de soort werd in 1758, als Mytilus hyotis, voor het eerst geldig gepubliceerd door Carl Linnaeus.

## Verspreiding
Hyotissa hyotis heeft een breed inheems verspreidingsgebied in de Indische en Stille Oceaan, van de Rode Zee en het zuiden van Zuid-Afrika tot het noorden van Australië, Hawaï en de oostelijke Stille Oceaan van Mexico tot Ecuador. Geïntroduceerde exemplaren zijn gemeld uit de Florida Keys en Nieuw-Zeeland. Het wordt gevonden op tropische rotskusten, koraalriffen en scheepswrakken in warme omgevingen met een hoog zoutgehalte.